# Шоссе Рикхери
Национальная трасса A002 (испанский: Ruta Nacional A002) — дорога, ведущая от шоссе Авенида Генераль Пас к аэропорту министра Пистарини в городе Эсейза, Аргентине. Длина шоссе составляет 16 километров. Свое имя шоссе получило в 1952 году в честь генерала Пабло Рикьери.
Автомагистраль соединяет три района провинции Буэнос-Айрес: Ла-Матанса, Эстебан-Эчеверрия и Эсейса, расположенных в границах агломерации Большой Буэнос-Айрес.

## История
Строительство автомагистрали началось в 1940-х годов. Первый участок дороги с тремя полосами в каждую сторону проходил от площади Тупак Амару в районе Флорес до автомагистрали Авенида Генераль Пас. В настоящее время этот участок получил название  генерала Луиса Делепиане.
Участок шоссе между автомагистралью Авенида Хенераль Пас и аэропортом министра Пистарини был открыт в 1948 году. Фактически это была первая скоростная автодорога в стране, поскольку построенная немногим ранее Генераль Пас была разделена несколькими мостами, переезды через которые созданы путём создания кругового движения.
Автомагистраль получила название Шоссе Рикхери 29 мая 1952 года в честь генерала Пабло Рикхери.
20 июня 1973 года на шоссе прошёл митинг перонистов, которые праздновали возвращение бывшего президента Хуана Доминго Перона к власти в Аргентине.
В 1994 году Автомагистраль была передана в аренду компании Autopistas del Sur в рамках приватизационной кампании президента Карлоса Менема. Платный участок дороги находится в городе Вилья-Мадеро. Ежемесячный транспортный поток составляет приблизительно 4,5 миллиона автомобилей.